# Mistrovství Ostravského kraje 1950
Mistrovství (I. třída) Ostravského kraje 1950 bylo jednou ze skupin 4. nejvyšší fotbalové soutěže v Československu. O titul přeborníka Ostravského kraje soutěžilo 14 týmů každý s každým dvoukolově na jaře a na podzim 1950. Tento ročník začal v neděli 12. března 1950 a skončil v neděli 3. prosince téhož roku. Jednalo se o 2. z 11 ročníků soutěže (1949–1959/60).
Po sezoně došlo k další z poúnorových reorganizací. Do Oblastní soutěže, která byla v ročnících 1948 (jako Zemská soutěž) a 1949 druhou nejvyšší soutěží v Československu a v sezoně 1950 se stala třetí úrovní (viz II. liga – Celostátní československé mistrovství II 1950), nepostoupilo žádné mužstvo, jelikož byla po skončení ročníku 1950 zrušena. Mistrovství Ostravského kraje (Krajská soutěž – Ostrava) bylo od ročníku 1951 jednou ze dvaceti skupin druhé nejvyšší soutěže a přešla do něj přední mužstva tohoto ročníku. Posledních šest mužstev tohoto ročníku přešlo do příslušných skupin okresních soutěží (od sezony 1951 třetí nejvyšší soutěž).

## Nové týmy v sezoně 1950
- Z Oblastní soutěže 1949 – skupiny C (II. liga) nesestoupilo žádné mužstvo.[3]
- Ze skupin II. třídy Ostravského kraje 1949 (IV. liga) postoupila mužstva ZSJ Polonia Karviná, ZSJ OKD Hlubina, ZSJ Vratimovské papírny, JTO Sokol Hrušov, ZSJ OKD Evžen Petřvald, ZSJ OKD President Beneš Karviná a JTO Sokol Lučina.

## Konečná tabulka
| Poř. | Tým                                 | Z  | V  | R  | P  | VG | OG | B  |
| ---- | ----------------------------------- | -- | -- | -- | -- | -- | -- | -- |
| 1.   | ZSJ OKD HEPO Petřvald               | 26 | 13 | 11 | 2  | 66 | 34 | 37 |
| 2.   | ZSJ Polonia Karviná (N)             | 26 | 14 | 4  | 8  | 54 | 43 | 32 |
| 3.   | ZSJ OKD Hlubina (N)                 | 26 | 13 | 5  | 8  | 57 | 42 | 31 |
| 4.   | ZSJ OKD Doubrava                    | 26 | 13 | 5  | 8  | 64 | 57 | 31 |
| 5.   | ZSJ SPJP Opava                      | 26 | 13 | 4  | 9  | 63 | 52 | 30 |
| 6.   | JTO Sokol Alexander Kunčičky        | 26 | 11 | 7  | 8  | 58 | 58 | 29 |
| 7.   | ZSJ Tatra Kopřivnice                | 26 | 13 | 2  | 11 | 67 | 44 | 28 |
| 8.   | ZSJ Dukla Suchá                     | 26 | 12 | 4  | 10 | 54 | 44 | 28 |
| 9.   | ZSJ Železárny Stalingrad            | 26 | 11 | 6  | 9  | 50 | 46 | 28 |
| 10.  | ZSJ Vratimovské papírny (N)         | 26 | 12 | 4  | 10 | 59 | 77 | 28 |
| 11.  | JTO Sokol Hrušov (N)                | 26 | 10 | 7  | 9  | 52 | 40 | 27 |
| 12.  | ZSJ OKD Evžen Petřvald (N)          | 26 | 7  | 2  | 17 | 53 | 64 | 16 |
| 13.  | ZSJ OKD President Beneš Karviná (N) | 26 | 6  | 4  | 16 | 58 | 73 | 16 |
| 14.  | JTO Sokol Lučina (N)                | 26 | 1  | 1  | 24 | 15 | 96 | 3  |

Poznámky:
- Z = Odehrané zápasy; V = Vítězství; R = Remízy; P = Prohry; VG = Vstřelené góly; OG = Obdržené góly; B = Body; (S) = Mužstvo sestoupivší z vyšší soutěže; (N) = Mužstvo postoupivší z nižší soutěže (nováček)

Zkratky:
- HEPO = (spojení dolů) Hedvika a Pokrok; JTO = Jednotná tělovýchovná organisace; OKD = Ostravsko-karvinské doly; SPJP = Svaz průmyslu jemného pečiva; ZSJ = Závodní sokolská jednota

|  | Přechod do Krajské soutěže – Ostrava 1951 (II. liga)      |
|  | Přechod do příslušných okresních soutěží 1951 (III. liga) |